# Мєк
Мєк (пол. Męk) — шляхетський герб.

## Опис герба
Опис герба з використанням класичних принципів блазонування:
Лицар в латах з алебардою в червоному полі. 

 Клейнож — лицар в латах з алебардою. Намет — червоний, підбитий сріблом.

Опис герба із Herbarz Каспера Несецького: 
Powinien być mąż zbrojny stojący, w lewej ręce włócznią prosto żeleźcem do góry obróconą, a dołu  aż tykającą, trzymający, prawą pod bok się podpierający, twarz u niego pełna, to jest obie oczy widać, na hełmie takiż mąż.
 Опис Юліуша Островського : 
W polu srebrnem, mąż zbrojny z halabardą . Nad hełmem w koronie pół takiegoż męża.

## Історичні згадки
Несецький згадує, що бачив цей герб і що його вживав Мєк, депутат Литовського суду (1679). Юліуш Островський у «Księdze herbowej rodów polskich» припустив, що герб Мєк має швейцарське походження. Практично однаковий герб за словами геральдистаРітстапа використовувала родина Меч із Базеля.

## Геральдичний рід
Згідно з найдавнішими історичними записами, цей герб, як власний герб вживає лише одна геральдична родина: Мєк.
Тадеуш Гайль згадує цей герб із іменами Мєтковського та Рубінковського.
Сім'я Рубінковських — це родина, яка проживає в Пруссії та Великій Польщі, відома з першої половини 18 століття, з якої Францишек був вилегітимізований у Королівстві Польському у 1843 році з гербом Мєк. Враховуючи той факт, що Мєк був його власним гербом, і той факт, що під час підтвердження шляхетства у російській традиції відбувалися численні підтвердження ненормальності та зловживань, до інформації про належність імені до герба Мєк слід ставитися з невизначеністю.